# Morti nel 1179
| Questa pagina contiene informazioni ricavate automaticamente dalle voci biografiche con l'ausilio del template Bio e di un bot. L'aggiornamento è periodico e automatico e ricostruisce completamente la pagina. Se manca una persona in questa lista, sei pregato di non aggiungerla, ma accertati piuttosto che la sua voce biografica contenga il template Bio e che i dati anagrafici siano correttamente compilati. Se il template Bio manca, inseriscilo tu stesso o, in alternativa, metti l'avviso {{tmp\|Bio}} che ne segnala la mancanza. Se i dati riportati sono sbagliati, correggi direttamente la voce biografica; le modifiche saranno visibili in questa lista entro pochi giorni. Per chiarimenti vedi il progetto biografie. La lista contiene solo le 12 persone che sono citate nell'enciclopedia e per le quali è stato implementato correttamente il template Bio. Pagina aggiornata al 10 giu 2025. |

- 10 aprile - Umfredo II di Toron, cavaliere medievale e politico normanno (n. 1117)
- 18 giugno - Erling Skakke, conte norvegese (n. 1115)
- 14 luglio - Richard de Luci, militare normanno (n. 1089)
- 27 luglio - Mudzafar Shah I di Kedah, sultano malese
- 7 agosto - Guglielmo VI d'Angoulême, conte
- 20 agosto - Guglielmo d'Aumale, conte
- 17 settembre - Ildegarda di Bingen, monaca cristiana, scrittrice e mistica tedesca (n. 1098)
- 25 settembre - Roger de Bailleul, religioso e abate francese
- 9 ottobre - Oddone di Saint-Amand, cavaliere medievale francese (n. 1110)
- 12 ottobre - Pietro Comestore, teologo e scrittore francese (n. 1100)
- Caritone di Costantinopoli, arcivescovo ortodosso bizantino
- Errico Moricotti, cardinale italiano